# 南山 (镇江)
南山是中国江苏省镇江市招隐山、黄鹤山、夹山、九华山等诸山的统称，有“城市山林”之称。南山属宁镇山脉的余脉，经1万年地质的构造剥蚀，形成若断若续的众多低山，海拔30～185米。九华山为最高峰，海拔185米，又称小九华山、岘山。
南山风景名胜区距市中心2公里，总面积15.58平方公里，为国家4A级旅游景区。景区分为竹林景区、招隐景区和文苑景区三部分。2015年10月，《镇江市金山焦山北固山南山风景名胜区保护条例》出台，以保护景区生态环境。